# Pasadena (Texas)
Pasadena je město v okrese Harris County ve státě Texas ve Spojených státech amerických. Jde o 23. největší město v Texasu a druhé největší město v Harris County po městě Houston, jehož je Pasadena předměstím.
K roku 2020 zde žilo 151 950 obyvatel. S celkovou rozlohou 116km² byla hustota zalidnění 1 337 obyvatel na km². Založeno bylo v roce 1983 a pojmenováno bylo po stejnojmenném městě Pasadena v Kalifornii.